# 伊瓦拉 (吉普斯夸省)
伊瓦拉（西班牙語：Ibarra，西班牙語發音：[iˈβara]）是西班牙巴斯克自治区吉普斯夸省的一个市镇。总面积5平方公里，总人口4208人（2001年），人口密度842人/平方公里。